# Волок (транспорт)

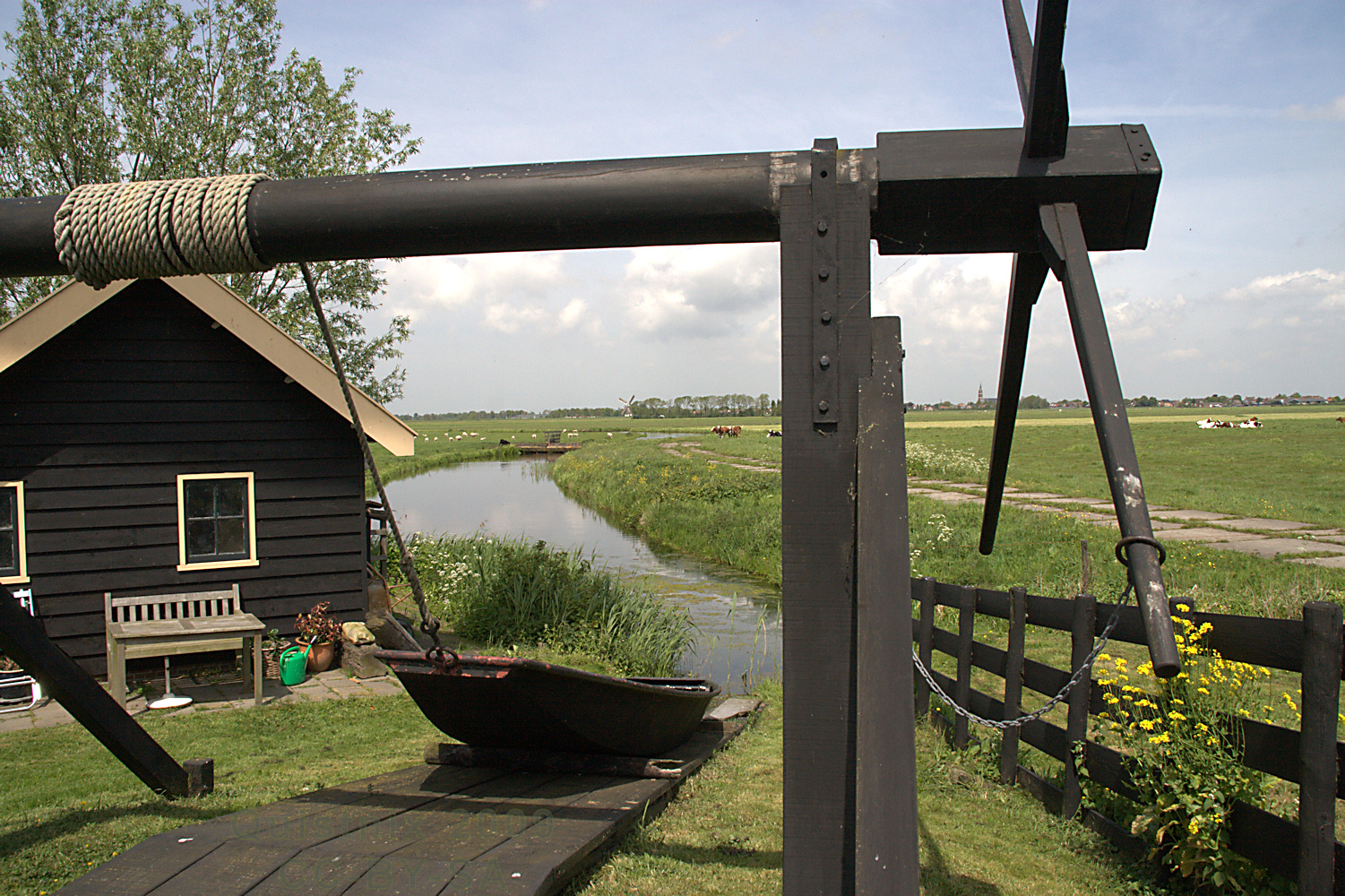
Волок, Нідерланди

Волок на гербі Ясинуватої

Во́лок — сухопутна ділянка водного шляху, через яку перетягували (волокли) судна між водоймами.
Частіше для волоків вибирали місця найбільшого зближення водойм, наприклад річок різних басейнів. Довжина зазвичай не перевищувала 20-30 км. Волоком могли користуватися в одному або обох напрямках руху, залежно від рельєфу місцевості. Зазвичай волоками користувалися в період навігації (з весни до осені). Судна перетягували по суші на котках або вивантажені на одній стороні товари перевозили або переносили волоком і вантажили на судна на його іншій стороні.

## Топоніміка
Місця деяких давніх волоків залишилися досі в топонімах. Особливо часто місця з такими назвами трапляються на просторі від верхів'їв Західної Двіни, Дніпра і Волги до Північної Двіни, по праву і ліву сторону Волги і в басейні Північної Двіни:
- Волоколамськ — місто в Московській області, розташоване на місці давнього поселення Волок-Ламський.
- Вишній Волочок — місто у Тверській області, розташоване на місці давнього волока з річки Тверці Каспійського басейну до річки Цна Балтійського басейну.
- Переволочна — село в Прилуцькому районі Чернігівської області.

Окрім того, три невеликі села з назвою «Волок» існують у Росії (два у Тверській і одне в Новгородській області) і ще одне в Білорусі.